# J/FPS-5雷達
J/FPS-5是由日本防衛省主導開發的防空用固定式警戒管制雷達。

## 概要
此雷達為一座為了探知與追蹤飛機、巡弋飛彈、彈道飛彈的陸基主動式電子掃描陣列雷達，由三菱電機製造。
外觀為高度約34m的六角形建築，其中面積較大的三面上裝備了雷達天線，這種雷達因為外層包覆體為半圓型且上面有奇特花紋而有了「卡美拉雷達」的外號(哥吉拉系列電影中的怪獸名)
三個包覆體中最大的一面內為一面直徑約18m的雷達，工作在S波段。
此面雷達天線的主要功能為對飛機以及彈道飛彈的警戒與情報處理，通常面向需要高度警戒的目標。

剩餘的兩面雷達直徑約12m，工作在L波段，其主要任務是為了警戒各式飛機以作情報處理與應對。
非常具有特色的是，此雷達的建築物本體是可以旋轉的，可以視情況需要讓雷達指向高威脅性的方向。
探知範圍為前代J/FPS-3的數倍，其工作波段的選用能夠降低氣候對於監視任務的影響。

## 開發
技術研究本部於1999年度開始了開發名稱為「FPS-XX」的開發計畫。
位於千葉縣旭市的第2研究所飯岡分所也為了技術實驗而製作了研究試作機，並於2004年度由電子開發實驗群飯岡試驗評價隊進行了實用實驗與評估。
研究試作機有主警戒面與警戒面各一面，其建築物也能夠旋轉。
2005年度在開發完畢後原型雷達本來預定要拆解，但為了後續研發目的而留用。
此型雷達在2006年北韓的彈道飛彈發射實驗首度面臨實戰考驗，但因該枚飛彈在空中解體而沒有留下有效的追蹤紀錄，但成功追蹤了2009年另一次的北朝鮮飛彈發射實驗。

## 配備
因為2006年度到2009度分配了此雷達的預算，從2008年到2011年預定總共會配備四座本雷達，一座的價格約為180億日圓，因為預算的短缺，最終只建造了四座進入服役。
2009年3月31號，量產型初號機於下甑島分屯基地開始使用。

### 部屬基地
- 下甑島分屯基地
- 佐渡分屯基地
- 大湊分屯基地
- 与座岳分屯基地

出處：防衛省･自衛隊 （页面存档备份，存于）

## 関連項目
- J/FPS-3
- 朝鮮核問題
- 國家導彈防禦系統